# Nagy-Hanyi
Nagy-Hanyi este o arie protejată (arie specială de conservare — SAC, sit de importanță comunitară — SCI) din Ungaria întinsă pe o suprafață de 167,81 ha, integral pe uscat.

## Localizare
Centrul sitului Nagy-Hanyi este situat la coordonatele 47°41′39″N 20°22′22″E / 47.694167°N 20.372778°E.

## Înființare
Situl Nagy-Hanyi a fost declarat sit de importanță comunitară în mai 2004 pentru a proteja 2 specii de plante și 7 specii de animale. Situl a fost protejat și ca arie specială de conservare în februarie 2010.

## Biodiversitate
Situată în ecoregiunea panonică, aria protejată conține 3 habitate naturale: Stepe și mlaștini sărate panonice, Pajiști aluvionare inundabile, de Cnidion dubii, Pajiști stepice panonice pe loess.
La baza desemnării sitului se află mai multe specii protejate:
- plante (2): Cirsium brachycephalum, Thlaspi jankae
- amfibieni (1): buhai de baltă cu burta roșie (Bombina bombina)
- mamifere (2): vidră de râu (Lutra lutra), dihor de stepă (Mustela eversmanii)
- nevertebrate (2): Gortyna borelii lunata, fluturele purpuriu (Lycaena dispar)
- pești (2): zvârluga (Cobitis taenia), țipar (Misgurnus fossilis)

Pe lângă speciile protejate, pe teritoriul sitului au mai fost identificate 8 specii de plante, 2 specii de nevertebrate, 2 specii de pești.